# Natale di morte (raccolta)
Natale di morte (titolo originale And Four to Go) è un volume di Rex Stout che raccoglie quattro romanzi brevi con protagonista Nero Wolfe, e pubblicato per la prima volta negli Stati Uniti nel 1958 presso Viking Press.

## Contenuto
- Natale di morte (1957)
- Sfilata di Pasqua (1957)
- Il picnic del quattro luglio (1957)
- Il segreto della signorina Voss (1958)